# استان سانتو دومینگو د لوس تساچیلاس
استان سانتو دومینگو د لوس تساچیلاس (به اسپانیایی: Provincia de Santo Domingo de los Tsáchilas) یک منطقهٔ مسکونی در اکوادور است که در اکوادور واقع شده‌است. استان سانتو دومینگو د لوس تساچیلاس ۳٬۴۴۶٫۶۵ کیلومتر مربع مساحت و ۳۶۸٬۰۱۳ نفر جمعیت دارد.